# Спомен-кућа битке на Сутјесци
Спомен кућа битке на Сутјесци представља ремек-дјело архитектуре аутора проф. Ранка Радовића са Новосадског универзитета. Изграђена је 1975. године (1971—1974) када је званично представљена јавности.
Налази се на Тјентишту и ради у саставу Јавне установе Национални парк „Сутјеска”.

## Опис добра
Ентеријер музејског објекта се састоји од приземног дијела и подрумског дијела. Објекат је висок око 11 m у свом централном дијелу. На приземном дијелу објекта тј. зидовима се налази циклус од 13 фресака аутора Крста Хегедушића академског сликара из Загреба на тему битке на Сутјесци. На зидовима је уписано и 7454 погинула борца који су учествовали у крвавој бици прекретници у периоду 15. мај-15. јун 1943. године.
„Сутјеска”, 13 великих Хегедушићевих фресака на девет тема, на 124 квадратна метра површине, овако је описано у једном новинском интервјуу:
- „Обруч”, долазак окупатора - Немац, Италијан, Бугарин и домаћи квислинзи; иза њих народ на „галгама” (вешалима)
- „Од Дурмитора и Вучева” - збег народа
- „Планина без милости” - две фреске, „Непријатељски плакати” и „Тифусари”
- „Камени грч” - фреске „Колона Друге далматинске” и „Рањеници”
- „Титов напријед”: Тито на Мркаљ-кладама, у позадини Маглић
- „Крвава ријека” - мртваци пливају Сутјеском, борац износи из пакла новорођено дете
- „Апокалипса” - Немци ликвидирају дечији збег
- „Изазов” - херојска епопеја Црногораца на Љубином гробу
- „Обруч је пробијен” - бојиште после битке на Калиновику, мртви Немци и разбијени тенкови у магли
- „Ехо Сутјеске” - тријумф смрти у маниру средњовековног мртвачког плеса: окупатори-скелети марширају, пустош и рушевине иза њих и њихови погажени симболи

## Историјат
Меморијално подручје у саставу Националног парка „Сутјеска” је почело са изградњом још 1958. године када је отворена Спомен костурница у част погинулих бораца партизана. Овдје су смјештене кости 3301 борца преминулог у периоду битке. То мјесто представља генезу цијелог меморијала или Спомен комплекса на Тјентишту, које је касније просторно-плански проширено, изграђивано и унапређивано. Централни споменик битке на Сутјесци датира из 1971. године чији је аутор Миодраг Живковић, познати српски вајар из Београда. Изнад споменика смјештен је амфитеатар 16 бригада учесница у бици са Врховним штабом и Централном партизанском болницом. Велики број спомен обиљежја је изграђен 1980-их година на локацијама којим углавном управља Национални парк, сврстани су у 10 меморијалних амбијената.
1990-их година објекат Спомен куће је страдао у ратним дејствима, фреске су претрпиле велика оштећења, подрумске просторије са кино салом од 65 мјеста су девастиране, као и пратеће инсталације (електро, вентилације). Процес обнове Спомен куће је почео 2010. године када се објекат заштићује од даљег пропадања. Наставак радова је почет у јуну 2018. године уз стручну помоћ Републичког завода за заштиту културно-историјског и природног насљеђа РС када се успјешно проводи рестаурација 13 фресака у приземном дијелу музејског објекта.

## Реконструкција
Меморијал битке на Сутјесци у протеклих двије деценије претрпио је доста физичких оштећења као и утицај атмосфералија на споменицима и објектима. Обнова централног споменика је почела 2017. године када се ради на отклањању бионаслага и патине нагомилане још од изградње. Елементарна непогода одрон испод спомен костурнице се догодила у јануару 2018. године, а процес санације је успјешно завршен на падини локацији одрона, земљиште је враћено у првобитно стање.
Реконструкција на музејском објекту Музеј НОБ-а у саставу меморијала тренутно је у току а планирано је задржати првобитну намјену објекта за посјете.
Реконструкција Спомен куће се планира наставити претходно проведених двију фаза, а све у складу са планским документима НП Сутјеска.

## Презентовање јавности
Јавна установа Национални парк „Сутјеска” организује рад музејске дјелатности сваким радним даном од 07 до 15 сати, викендом по договору уз званичан упит посјетилаца и група.
Народна скупштина Републике Српске доноси одлуку 2009. године када је Спомен комплекс на Тјентишту проглашен за културно добро од изузетне вриједности за Републику. Тим актом је прописан низ елемената који су у вези са објектима у меморијалу, као што су: просторни обухват уже и шире зоне заштите, мјере заштите, услови и могућности одређених захвата или интервенција у простору и нови начини и методе интерпретације у меморијалу.
Поред редовних посјета меморијалу Парк организује и обиљежавање битних датума који су везани за контекст битке из 1943. године и НОР-а.
13. јун датум обиљежавања продора партизанских јединица кроз непријатељски обруч Дан битке на Сутјесци.
9. мај обиљежавање Дана побједе